# لابیانا
لابیانا دهستانی در استان آستوریاس اسپانیا است.
در این دهستان ۱۴٬۶۰۶ نفر زندگی می‌کنند. مساحت این دهستان ۱۳۰٫۹۹ کیلومتر مربع است.